# Omanana trileta
Omanana trileta är en insektsart som beskrevs av Delong 1980. Omanana trileta ingår i släktet Omanana och familjen dvärgstritar. Inga underarter finns listade i Catalogue of Life.